# Bertil Olsson (fotbollsspelare)
Erik Bertil Olsson, född 14 februari 1922 i Kalmar, död 17 juni 1977, var en svensk fotbollsspelare (högerhalv).
Olsson spelade i Kalmar FF från 1937, och representerade klubben i Allsvenskan 1949/1950–1950/1951 samt 1953/1954. Sammanlagt gjorde han över 500 A-lagsmatcher för Kalmar, varav 52 allsvenska matcher (3 mål). Olsson beskrivs som en "slitstark, speluppbyggande ytterhalv med specialitet att skjuta straffsparkar samt lägga listiga frisparkar." Han gick under smeknamnen "Jeppe" och "Smeckan".